# Opština Valandovo
Valandovo (makedonsky Валандово) je opština v jižní části Severní Makedonie. Valandovo je také jméno města, které je centrem opštiny. Opština se nachází v Jihovýchodním regionu.

## Geografie
Opština sousedí na severozápadě s opštinou Demir Kapija, na severu s opštinou Konče, na severovýchodě s opštinou Strumica, na východě s Řeckem, na jihu s opštinami Bogdanci a Dojran a na jihozápadě s opštinou Gevgelija.

## Demografie
Podle sčítání lidu v roce 2021 žije v opštině celkem 10 580 obyvatel. Etnickými skupinami jsou:
- Makedonci = 8 166 (77,71 %)
- Turci = 1 412 (13,44 %)
- Srbové = 469 (4,46 %)
- ostatní a neuvedené = 461 (4,38 %)